# Salvă

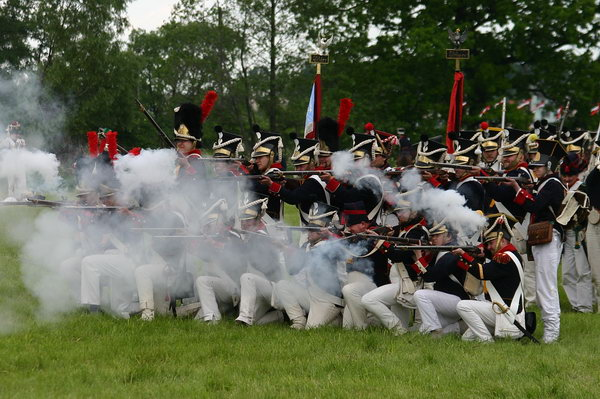
Bătălia de la Raszyn reconstituire, 2006

Salva este o tactică militară ce presupune descărcarea simultană a unei singure runde de către un grup de soldați, in aceeași direcție. Pentru fiecare descărcare este necesar un nou ordin de foc.
De-a lungul timpului a fost folosită fie pentru a compensa rata de foc slabă a diferitelor arme, în principal a muschetelor și a tunurilor, fie pentru a spori puterea de stopare a unității (prin imobilizarea simultană a unei întregi linii de inamici care îi șarjează).
Focul în salvă are și rol ceremonial.

## Etimologie
Salvă provine din cuvântul francez salve (cu aceeași definiție) preluat din latinescul salve(însemnând salut).